# Jody Holden
Jody Holden (* 20. August 1968 in Shelburne) ist ein ehemaliger kanadischer Volleyball- und Beachvolleyballspieler.

## Karriere
Holden spielte 1987/88 Hallenvolleyball in der kanadischen Junioren-Nationalmannschaft und von 1991 bis 1994 in der A-Nationalmannschaft. Danach wechselte er zum Beachvolleyball. Nachdem er zuvor bereits drei Turniere absolviert hatte, bildete Holden 1996 ein Duo mit Conrad Leinemann, das beim Grand Slam in Pornichet gleich in die Top Ten kam und 1997 in Rio de Janeiro Dritter wurde. Bei der Weltmeisterschaft in Los Angeles belegten Leinemann/Holden den 17. Platz. Das gleiche Ergebnis gab es zwei Jahre später in Marseille. Im Anschluss daran gewannen Leinemann/Holden bei den Panamerikanischen Spielen im heimischen Winnipeg die Goldmedaille. Beim olympischen Turnier 2000 in Sydney besiegten sie in der ersten Runde die US-Amerikaner Heidger/Wong mit 17:15, ehe sie im Achtelfinale den Deutschen Ahmann/Hager unterlagen. Als Vierte der Espinho Open reisten sie 2001 zur WM in Klagenfurt. Dort kamen sie als Gruppensieger in die erste Hauptrunde und verloren gegen das US-Duo Rogers/Holdren. 2002 standen sie im Finale der Cádiz Open. Die WM 2003 in Rio de Janeiro endete für die Kanadier wieder in der ersten Hauptrunde gegen einen Kontrahenten aus dem Nachbarland; diesmal gab es ein 1:2 gegen Holdren/Metzger.
2004 trat Holden zunächst mit seinem neuen Partner Ahren Cadieux an. Später spielte er noch einige Turniere mit Leinemann und beendete danach seine internationale Karriere.